# Me Against the World
Me Against the World é o terceiro álbum de estúdio do rapper americano 2Pac, lançado em 14 de março de 1995, através da Interscope Records e Out da Gutta Records e distribuído pela Atlantic Records. 2Pac tirou inspiração lírica de sua sentença de prisão iminente, problemas com a polícia e pobreza.
Segundo 2Pac, Me Against the World foi feito para mostrar ao público do hip-hop seu respeito pela forma de arte. Liricamente, ele tentou intencionalmente tornar o álbum mais pessoal e reflexivo do que seus trabalhos anteriores. Considerado por vários críticos musicais seu melhor até aquele momento de sua carreira, a produção musical do álbum ficou a cargo de seu mentor Shock G, Easy Mo Bee, Tony Pizarro, Johnny "J" e o dup de hip-hop dinamarquês Soulshock e Karlin, entre outros. Me Against the World conta com participações especiais do grupo de rap Dramacydal e do rapper Richie Rich.
Lançado enquanto Tupac estava preso, Me Against the World conquistou sucesso imediato nas tabelas musicais, estreando na primeira posição da Billboard 200, permanecendo no topo por quatro semanas consecutivas, e também atingiu o topo da Top R&B/Hip-Hop Albums. "Dear Mama" foi lançada como carro-chefe do álbum em fevereiro de 1995 e tornou-se o single de maior sucesso do álbum, alcançando o topo da tabela Hot Rap Singles e a nona posição da Billboard Hot 100. Enquanto ele estava na prisão, o álbum ultrapassou Greatest Hits (1995) de Bruce Springsteen como o álbum mais vendido do ano nos Estados Unidos na época.
Me Against the World recebeu o certificado de platina dupla pela Recording Industry Association of America (RIAA). No Grammy Awards de 1996, o álbum foi indicado ao prêmio de Melhor Álbum de Rap e "Dear Mama" ao prêmio de Melhor Performance de Rap Solo. O álbum foi aclamado pelos críticos musicais, sendo considerado um dos melhores álbuns do anos 1990. Foi classificado por muitos críticos como um dos maiores álbuns de hip hop, bem como um dos melhores álbuns de todos os tempos. Em 2008, a National Association of Recording Merchandisers (NARM) em conjunto com o Rock and Roll Hall of Fame, incluíram Me Against the World na lista dos 200 álbuns definitivos no Rock and Roll Hall of Fame. O álbum também foi incluído no livro 1001 Álbuns que Você Deve Ouvir Antes de Morrer.

## Antecedentes
Em 1994, Tupac Shakur, aos 23 anos, já era um rapper proeminente e controverso. Seu segundo álbum, Strictly 4 My N.I.G.G.A.Z., recebeu o certificado de platina da Recording Industry Association of America (RIAA), entrou no top 25 da Billboard 200 e rendeu dois singles de sucesso: "I Get Around" e "Keep Ya Head Up". Em rápida sucessão, no entanto, ele se envolveu em uma série de confrontos violentos.
Em 1993, Shakur foi condenado a 15 dias de prisão por agredir o diretor Allen Hughes durante as filmagens de Menace II Society, declarou-se culpado pela tentativa de agressão a um rapper rival e teve as acusações retiradas após atirar em dois policiais de folga. Mais tarde naquele ano, Shakur e dois cúmplices foram acusados de estupro coletivo de uma fã no quarto de hotel de Shakur, acusação que ele negou veementemente. No julgamento que se seguiu, Shakur foi absolvido de sete crimes, incluindo estupro, sodomia e porte ilegal de arma de fogo, mas foi condenado por duas acusações de abuso sexual por toque indesejado e posteriormente sentenciado a 18 meses a 4,5 anos de prisão. Em 30 de novembro de 1994, um dia antes do júri chegar ao veredito, Shakur foi baleado e assaltado à mão armada no saguão de um estúdio de gravação em Nova York. Ele acreditava que o tiroteio havia sido planejado por associados e colaboradores da Costa Leste, como The Notorious B.I.G., Andre Harrell e Sean "Puffy" Combs.
Segundo Shakur, Me Against the World tinha como objetivo mostrar ao público do hip-hop seu respeito por essa forma de arte. Shakur propositalmente tornou as letras de Me Against the World mais pessoais e reflexivas do que antes. Isso foi amplamente atribuído à crescente maturidade de Shakur e talvez a um esforço para se reconciliar com seu passado conturbado.

## Produção
Embora originalmente lançado pela Interscope, o álbum foi posteriormente lançado duas vezes pela Amaru Entertainment, a gravadora de propriedade da mãe de Tupac, Afeni Shakur. O álbum foi gravado em dez estúdios diferentes e masterizado por Brian Gardner na Bernie Grundman Mastering. Vários críticos consideraram a produção musical do álbum a melhor de todos os álbuns de Tupac até hoje.
Steve "Flash" Juon do RapReviews, atribuindo ao álbum uma nota perfeita de 10 de 10, elogiou particularmente "So Many Tears" e "Temptations". Jon Pareles do The New York Times chamou a produção de uma "calma fatalista, em um molde comercial", e acrescentou que "enquanto 2Pac não canta, outras vozes cantam, fornecendo uma melodia suave". No entanto, James Bernard da Entertainment Weekly, discordando, reclamou que os "vocais de Shakur estão enterrados profundamente na mixagem. É uma pena - se fossem mais agressivos, as batidas sem brilho poderiam ser menos perceptíveis".

## Temas
Me Against the World foi realmente para mostrar às pessoas que isso é uma arte para mim. Que eu encaro como tal. E quaisquer erros que eu cometa, eu cometo por ignorância, não por desrespeito à música ou à arte. Então Me Against the World foi profundo, reflexivo. Era como um disco de blues. Era caseiro. Eram todos os meus medos, todas as coisas com as quais eu simplesmente não conseguia dormir. Todo mundo achava que eu estava vivendo tão bem e indo tão bem que eu queria explicar. E levou um álbum inteiro para colocar tudo para fora. Está explicando meu estilo de vida, quem eu sou, minha criação e tudo mais. Fala sobre as ruas, mas fala sobre isso sob uma luz diferente. Há uma música lá dedicada às mães, apenas uma música que eu escrevi só para minha mãe. E ela se aprofunda assim. Eu só queria fazer algo por todas as mães. Tenho orgulho dessa música. Ela afetou muitas pessoas.

— Tupac Shakur
Frequentemente retratando as dificuldades da sobrevivência masculina no gueto, sentimentos proeminentes incluem angústia, desespero, desesperança, paranoia e autoaversão. Essas faixas sombrias, às vezes simultaneamente ameaçadoras, são "If I Die 2Nite", "Lord Knows", "Outlaw" e "Fuck the World". Mas há exceções. A alegria nostálgica distingue "Old School"—uma lista de suas canções de rap favoritas, com alegrias associadas, anteriores à sua idade adulta—enquanto o otimismo agridoce ocorre em "It Ain't Easy". "Can U Get Away" visa, de forma sedutora, encorajar e atrair um interesse romântico para longe de seu relacionamento atual e abusivo. E a faixa mais popular, "Dear Mama", é uma ode reverente à sua mãe. Ao longo do álbum, Shakur emprega vários recursos poéticos, como aliteração ("If I Die 2Nite") e dísticos em pares ("Lord Knows").

## Recepção da crítica
| Críticas profissionais | Críticas profissionais |
| Avaliações da crítica  | Avaliações da crítica  |
| Fonte                  | Avaliação              |
| ---------------------- | ---------------------- |
| AllMusic               | [ 11 ]                 |
| Robert Christgau       | (C+)                   |
| New York Times         | (favorável)            |
| Rap Central            | [ 14 ]                 |
| RapReviews             | (10/10)                |
| Rolling Stone          | [ 16 ]                 |
| The Source             | 1995                   |
| The Source             | 2002                   |
| Vibe                   | (favorável)            |

Me Against the World recebeu aclamação da crítica. Em uma crítica contemporânea, Cheo H. Coker, da Rolling Stone, chamou o álbum de o melhor de Shakur e disse que era "em geral uma obra de dor, raiva e desespero ardente — [é] a primeira vez que 2Pac enfrenta as forças conflitantes que puxam sua psique de frente". Jon Pareles, escrevendo no The New York Times, chamou Shakur de "Santo Agostinho do rap gangster" devido à sua ambivalência em relação ao comportamento e à natureza do estilo de vida gangster. Em sua crítica para a The Source, a principal revista de hip-hop dos Estados Unidos, Allen Gordon aclamou Shakur como um letrista de elite em exibição no álbum, chamou-o de "seu melhor trabalho de longe" e observou que "quaisquer reclamações de críticos e fãs sobre os dois últimos álbuns de Tupac podem ser colocadas de lado". Ele elogiou particularmente a produção e o lirismo da "incrível" faixa-título, "So Many Tears", "Temptations", "Heavy in the Game", "Dear Mama" e "Old School", mas também destacou "It Ain't Easy", "If I Die 2Nite" e "Young Niggaz" como faixas "notáveis".
"Este pode ser o primeiro álbum de blues e hip-hop", observou Matt Hall na revista Select. "Não tanto na música, embora os sons de harpa devam mais a Howlin' Wolf do que aos dois trabalhos solo anteriores de Tupac, mas mais aos vocais de Shakur, que são ao mesmo tempo rebeldes e resignados... Me Against the World é uma declaração de intenções, uma nota das profundezas da América e um disco excelente e reflexivo". Para o The Guardian, a crítica Caroline Sullivan observou um 2Pac "surpreendentemente otimista" e reflexivo em exibição no álbum, considerando-o "valioso ser ouvido", apesar de criticar a presença de batidas "anódinas" e samples previsíveis.
Jaleel Abdul-Adil, do Chicago Sun-Times, afirmou que "o mais recente trabalho de 2Pac também mistura dureza e ternura. O desespero segue a raiva crua em "Fuck the World" e "It Ain't Easy", mas a maioria das faixas confessa fragilidades por trás da fachada dura do rapper. "Dear Mama" é uma homenagem comovente à sua mãe, "Lord Knows" revela considerações desesperadas sobre suicídio e "So Many Tears" pondera sobre um mundo implacável que destrói vidas jovens. 2Pac até inclui um triste "apelo" a Robert Sandifer, o jovem de Chicago cuja breve vida terminou em um tiroteio brutal. Após lançamentos anteriores que careciam de foco e consistência, 2Pac finalmente apresenta um projeto refinado de autoexame e comentário social. É irônico que isso chegue no início de sua sentença".
Alguns críticos ficaram menos impressionados. James Bernard, da Entertainment Weekly, disse: "2Pac faz a rotina do homem negro encurralado melhor do que qualquer outra pessoa, porque é basicamente quem ele é. Quando ele diz que é 'eu contra o mundo', há uma urgência que só vem da experiência. No disco, os vocais do rapper que virou ícone do cinema estão profundamente enterrados na mixagem. É uma pena — se fossem mais agressivos, as batidas sem graça poderiam ser menos perceptíveis". Robert Christgau, do The Village Voice, disse que Shakur explorou de forma espirituosa temas fundamentais do hip-hop, como a perseguição, ao mesmo tempo em que demonstrava um nível ofensivo de autopiedade: "Seu "eu-amo-mamãe" soa verdadeiro porque mamãe não era santa, e seu respeito pelos velhos amigos parece genuíno, provavelmente porque lhe disseram o quão inteligente ele era. Mas, seja a metáfora de manos mortos ou ameaça de suicídio, o subtexto de seu complexo de perseguição é sua autoestima".

### Legado
Me Against the World foi um dos álbuns mais aclamados de Shakur, com muitos chamando-o de a obra-prima de sua carreira; o trabalho é considerado um dos melhores e mais influentes álbuns de hip-hop de todos os tempos. Em uma revisão retrospectiva, o editor da AllMusic, Steve Huey, apelidou o álbum de "o trabalho mais tematicamente consistente e menos contraditório de [Shakur]" e afirmou: "pode não ser seu álbum definitivo, mas pode ser o seu melhor". Steve "Flash" Juon, do RapReviews, pareceu sentir-se diferente, observando que o álbum "não é apenas o álbum quintessencial de Shakur, mas um dos álbuns de rap mais importantes lançados na década de 1990 como um todo". Na lista dos Melhores Rappers de Todos os Tempos feita pela MTV, Me Against the World foi citado com um dos seus álbuns "clássicos", ao lado de 2Pacalypse Now, All Eyez on Me e The Don Killuminati: The 7 Day Theory.
Em 1996, no 38.º Grammy Awards, Me Against the World foi indicado ao prêmio de Melhor Álbum de Rap e a canção "Dear Mama" foi indicada à categoria de Melhor Performance de Rap Solo. Me Against the World venceu o prêmio de Melhor Álbum de Rap no Soul Train Music Awards de 1996. Em 2008, a Associação Nacional de Comerciantes de Gravações, em conjunto com o Hall da Fama do Rock and Roll, reconheceu Me Against the World como um dos "álbuns mais influentes e populares", classificando-o na posição 170 em uma lista com 200 outros álbuns de artistas de diversos gêneros musicais. O álbum também foi incluído no livro 1001 Álbuns que Você Precisa Ouvir Antes de Morrer.

## Lista de faixas
| Me Against the World – Edição padrão |                                                  | |                                              |         |  |
| N.º                                  | Título                                           | Compositor(es) | Produtor(es)                                 | Duração |  |
| 1.                                   | "Intro"                                          | Tupac Shakur | Tony Pizarro Jill Rose [a]                   | 1:40    |  |
| 2.                                   | "If I Die 2Nite"                                 | Shakur Bessie Norris Willie Clarke Norman Durham Osten Harvey, Jr.                                                       | Easy Mo Bee                                  | 4:02    |  |
| 3.                                   | "Me Against the World" (com part. de Dramacydal) | Shakur Minnie Riperton Richard Rudolph Leon Ware Burt Bacharach Harold David                                             | Soulshock & Karlin                           | 4:41    |  |
| 4.                                   | "So Many Tears"                                  | Shakur Gregory Jacobs Randy Walker Eric Baker Stevland Morris                                                            | Shock G Big Stretch                          | 3:59    |  |
| 5.                                   | "Temptations"                                    | Shakur Roger Troutman Larry Troutman Shirley Murdock Reggie Noble George Clinton Garry Shider David Spradley Harvey, Jr. | Easy Mo Bee                                  | 5:01    |  |
| 6.                                   | "Young Niggaz"                                   | Shakur Nathan Leftenat Charles Singleton Tomi Jenkins Larry Blackmon Loren Stewart Le-Morrious Tyler                     | Moe Z.M.D. Le-morrious "Funky Drummer" Tyler | 4:53    |  |
| 7.                                   | "Heavy in the Game" (com part. de Richie Rich)   | Shakur Mike Mosley Sam Bostic                                                                                            | Mosley Sam Bostic                            | 4:24    |  |
| 8.                                   | "Lord Knows"                                     | Shakur | Brian G Moe Z.M.D. [b] Pizarro [b]           | 4:24    |  |
| 9.                                   | "Dear Mama"                                      | Shakur Joseph Sample Anthony Pizarro                                                                                     | Pizarro DF Master Tee & Moses [a]            | 4:40    |  |
| 10.                                  | "It Ain't Easy"                                  | Shakur Pizarro | Pizarro                                      | 4:54    |  |
| 11.                                  | "Can U Get Away"                                 | Shakur Mosley Howard Beverly                                                                                             | Mosley                                       | 5:46    |  |
| 12.                                  | "Old School"                                     | Shakur John Buchanan Donald Tilery                                                                                       | Soulshock Jay-B [a] Ezi Cut [a]              | 4:41    |  |
| 13.                                  | "Fuck the World"                                 | Shakur Jacobs | Shock G                                      | 4:41    |  |
| 14.                                  | "Death Around the Corner"                        | Shakur Johnny Jackson | Johnny "J"                                   | 4:07    |  |
| 15.                                  | "Outlaw" (com part. de Dramacydal)               | Shakur Stewart | Moe Z.M.D.                                   | 4:33    |  |
| Duração total:                       | Duração total:                                   | Duração total: | Duração total:                               | 66:07   |  |

#### Créditos desamples
- "If I Die 2Nite" contém samples de "Tonight Is the Night" (1978) de Betty Wright, "Tonight" (1984) de Kleeer e "Deep Cover" (1992) de Dr. Dre
- "Me Against the World" contém samples de "Walk on By" (1969) de Isaac Hayes e "Inside My Love" (1975) de Minnie Ripperton
- "So Many Tears" contém um sample de "That Girl" (1981) de Stevie Wonder
- "Temptations" contém samples de "Computer Love" (1986) de Zapp e "Watch Yo Nuggets" (1992) de Redman e Erick Sermon
- "Young Niggaz" contém uma interpolação de "She's Strange" (1984) de Cameo
- "Dear Mama" contém um sample de "In All My Wildest Dreams" (1978) de Joe Sample e uma interpolação de "Sadie" (1974) de The Spinners
- "Can U Get Away" contém uma interpolação de "Happy Feelin's" (1977) de Maze e Frankie Beverly
- "Old School" contém samples de "We Share" (1974) de The Soul Searchers e "Dedication" (1990) de Brand Nubian

## Histórico nas paradas

### Posições nas paradas
| Parada (1995)               | Melhor posição |
| --------------------------- | -------------- |
| Deutsch Albums Chart        | 23             |
| Swedish Albums Chart        | 40             |
| U.S. Billboard 200          | 1              |
| U.S. Top R&B/Hip-Hop Albums | 1              |

| 1995 | "Dear Mama"     | 9  | 1  | 3  | 1  | 16 |
| 1995 | "So Many Tears" | 44 | 41 | 21 | 6  | —  |
| 1995 | "Temptations"   | 68 | —  | 35 | 13 | —  |

## Créditos
Créditos para Me Against the World adaptados de Allmusic and from the album liner notes.
- Diretor de Arte: Eric Altenburger
- Co-Produtores: DF Master Tee, Ezi Cut, Jay-B, Moses, Jill Rose
- Designer: Eric Altenburger
- Engenheiros: Paul Arnold, Kevin "KD" Davis, Jay Lean, Eric Lynch, Bob Morris, Tim Nitz, Tony Pizarro, Mike Schlesinger
- Guitarra: Ronnie Vann
- Engenheiros de Mixagem: Paul Arnold, Kevin "KD" Davis, Jeff Griffin, Jay Lean, Tony Pizarro, SoulShock
- Intérpretes: Dramacydal, Richie Rich
- Produtores: Easy Mo Bee, Sam Bostic, D-Flizno Production Squad, Brian G, Shock G, Johnny "J", Karlin, Mike Mosley, Tony Pizarro, SoulShock, Le-morrious "Funky Drummer" Tyler, Moe Z.M.D.
- Vocais: Tupac Shakur, Kim Armstrong, Eboni Foster, Reggie Green, Puff Johnson, Jill Rose, Richard Serrell, Natasha Walker